# Барнум-Айленд (Нью-Йорк)
Барнум-Айленд (англ. Barnum Island) — переписна місцевість (CDP) в США, в окрузі Нассау штату Нью-Йорк. Населення — 2590 осіб (2020).

## Географія
Барнум-Айленд розташований за координатами 40°36′23″ пн. ш. 73°38′46″ зх. д. / 40.60639° пн. ш. 73.64611° зх. д. (40.606348, -73.645982).  За даними Бюро перепису населення США в 2010 році переписна місцевість мала площу 3,28 км², з яких 2,28 км² — суходіл та 1,00 км² — водойми.

## Демографія
Згідно з переписом 2010 року, у переписній місцевості мешкало 2414 осіб у 843 домогосподарствах у складі 646 родин. Густота населення становила 736 осіб/км².  Було 889 помешкань (271/км²).
Расовий склад населення:
| - 87,0 % — білих - 2,7 % — азіатів - 1,7 % — чорних або афроамериканців - 0,2 % — корінних американців - 0,1 % — вихідців з тихоокеанських островів - 6,0 % — осіб інших рас |

До двох чи більше рас належало 2,3 %. Частка іспаномовних становила 15,6 % від усіх жителів.
За віковим діапазоном населення розподілялося таким чином: 17,7 % — особи молодші 18 років, 62,5 % — особи у віці 18—64 років, 19,8 % — особи у віці 65 років та старші. Медіана віку мешканця становила 47,0 року. На 100 осіб жіночої статі у переписній місцевості припадало 97,5 чоловіків;  на 100 жінок у віці від 18 років та старших — 96,5 чоловіків також старших 18 років.
Середній дохід на одне домашнє господарство  становив 115 521 долар США (медіана — 95 375), а середній дохід на одну сім'ю — 128 508 доларів (медіана — 99 688). Медіана доходів становила 72 222 долари для чоловіків та 71 932 долари для жінок. За межею бідності перебувало 5,9 % осіб, у тому числі 0,0 % дітей у віці до 18 років та 9,7 % осіб у віці 65 років та старших.
Цивільне працевлаштоване населення становило 1037 осіб. Основні галузі зайнятості: освіта, охорона здоров'я та соціальна допомога — 25,3 %, науковці, спеціалісти, менеджери — 17,0 %, мистецтво, розваги та відпочинок — 13,1 %, роздрібна торгівля — 9,9 %.